# 運動醫學

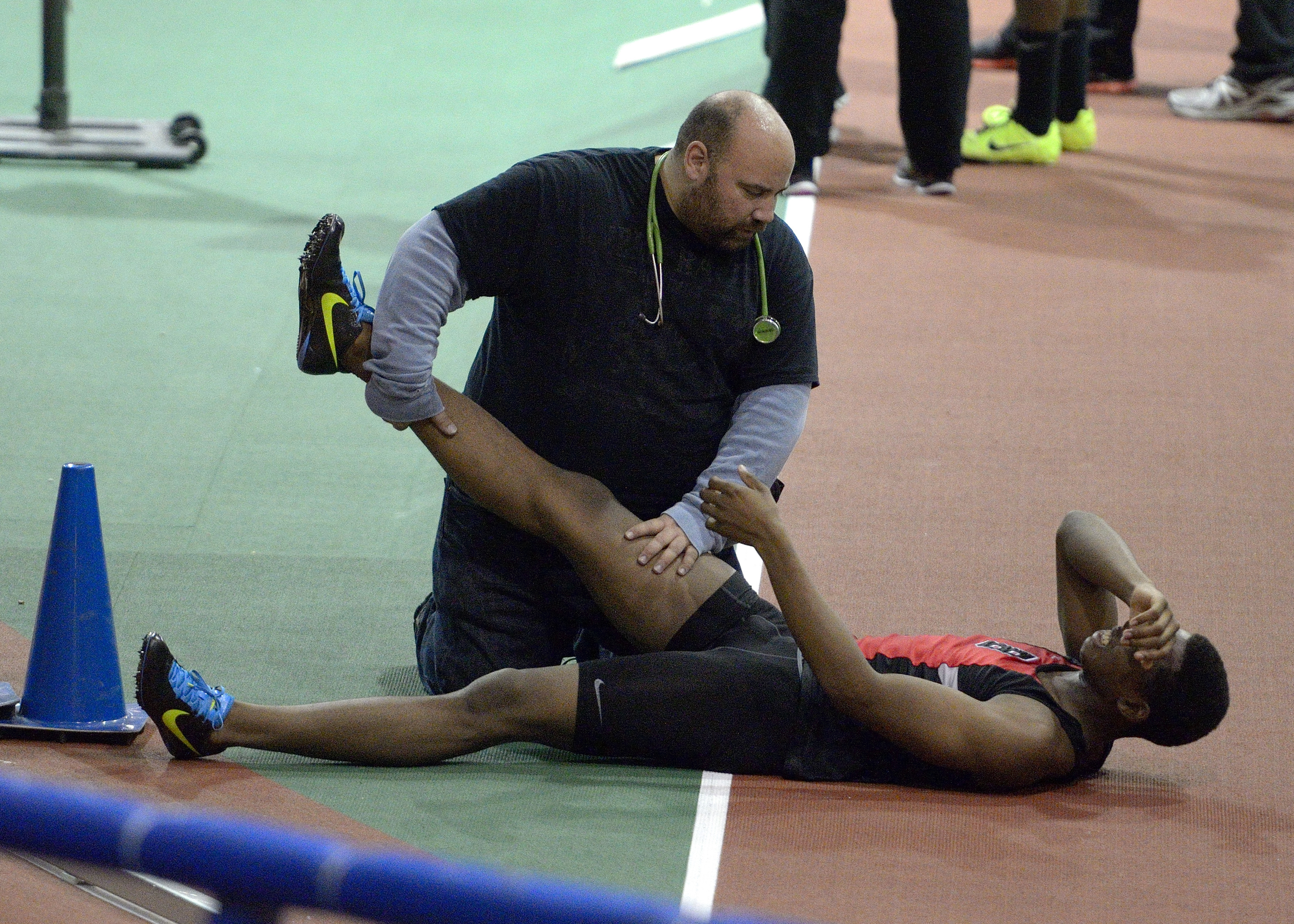
運動醫學

運動醫學（英文：Sports Medicine）為醫學的一個分支，為復健醫學的一個次專科，範疇為研究體適能、防止及處理與運動及體能鍛鍊相關的創傷。

## 歷史
20世紀後期，運動醫學才從醫療衛生中分門別類發展為一個相對的醫學專科。